# Karla Castañeda
Karla Castañeda (Guadalajara, 1978) es una animadora de cine mexicana y una de las creadoras más relevantes del stop-motion mexicano. Ha recibido numerosos premios a lo largo de su carrera, destacando dos premios Ariel, uno en 2008 por Jacinta y otro en 2012 por La noria. En 2022 se anunció la colaboración entre Castañeda y el director de cine Guillermo del Toro en la producción de la adaptación de Pinoccio, que obtendría el Oscar a la Mejor Película de Animación ese mismo año.

## Trayectoria
Castañeda nació en 1978 en el estado de Jalisco en la ciudad de Guadalajara, México. Estudió Pintura e Ilustración en la Facultad de Bellas Artes de Pontevedra, en el campus de Pontevedra, España. Posteriormente, obtuvo la licenciatura en Ciencias de la Comunicación en el Instituto Tecnológico y de Estudios Superiores de Occidente (ITESO) de la Universidad Jesuita de Guadalajara, donde recibió clases de la pedagoga y crítica de cine Annemarie Meier, y de Cristina Romo Gil, fundadora del Consejo Nacional para la Enseñanza y la Investigación en Ciencias de la Comunicación (CONEICC). Se interesó por el cine de animación llegando a participar en el set de Hasta los Huesos, de René Castillo y Cecilia Lagos, donde conoció al animador Luis Téllez, con cuya colaboración contaría a partir de entonces para sus propios proyectos.
En 2008, estrenó Jacinta,  dando comienzo a su trayectoria como directora en la especialidad del stop-motion.  Con esta obra inicia su trilogía de la muerte, la ausencia y la pérdida. En ella describe la soledad de una mujer y cómo el paso del tiempo la convierte en una anciana, Por este trabajo obtuvo un premio Ariel en 2009 al Mejor Corto de Animación. Ese mismo año fue nominada para el premio Oscar en la misma especialidad. En 2009, obtuvo el premio al Mejor Corto de Animación en el Festival Internacional de Cine de Morelia (FICM).
En 2010, colaboró con la dirección de diez cortometrajes animados de 1 minuto de duración en la técnica 2d, para el proyecto Batallon52, cuyo objetivo era desmitificar a los héroes para revisar la historia, con motivo del Bicentenario y Centenario de la Independencia y Revolución de México. Cabría destacar entre ellos Suertes, Humores y Pequeñas Historias.
Al año siguiente, en 2011, Castañeda publicó la serie Félix, el coleccionista de miedos, que consta de 26 episodios de 10 minutos de duración. Este trabajo fue un encargo de la editorial gallega OQO y era la adaptación de un álbum ilustrado de su catálogo. Algunos de estos capítulos fueron premiados en el Festival Internacional de Televisión de Barcelona, también conocido como Festival Internacional del Audiovisual de Barcelona (OETI). Ese mismo año, la obra recibió el Premio Especial del Jurado en el Festival de Brasil Stop-Motion.
En 2012, estrenó su cortometraje La noria, donde narra el dolor de un padre ante la pérdida de su hijo. Con esta obra obtuvo su segundo Ariel al Mejor Cortometraje un año después, en 2013  y el premio al Mejor Corto de Animación en la 22 edición del Festival de Cine Latinoamericano de Biarritz.
En 2016, colaboró en el diseño de producción del cortometraje Inzomnia, de Luis Téllez y de Francesca Berlingieri. Dos años después, en 2018, Castañeda se integró en la plataforma Internacional Free The Bid para la promoción de mujeres cineastas en el mundo.
En 2021, entró a formar parte del estudio de formación El Taller del Chucho,  proyecto auspiciado por el director de cine Guillermo del Toro, convertido en centro de referencia de la animación en México. En 2022, fue invitada a ser miembro de la Academia de Artes y Ciencias Cinematográficas de Hollywod (AMPAS).
Entre otros trabajos de animación, se encuentran los videos realizados para diferentes formaciones musicales como el grupo Cuca, en el videoclip Lo muerto, para el grupo Korn en A different worl y para In Flames en Here until ferever.
Colaboró en el Arte y Diseño de la Producción de los largometrajes de Ian Martin Fantasmas y La última pesadilla.

## Reconocimientos
- 2007 – Premio Perla Negra en el Middle East International Film Festival (NEIFF)[12] por Jacinta.
- 2008 – Ariel al  Mejor Corto de Animación por Jacinta.
- 2009 – Preseleccionada para el Oscar al Mejor Corto de Animación por Jacinta.
- 2009 – Mejor Corto de Animación del Festival Internacional de Cine de Morelia (FICM) por Jacinta.
- 2011 – Premio especial de Jurado en el Festival de Brasil Stop-Motion por Félix, el coleccionista de miedos.
- 2011 – Festival Internacional de Televisión de Barcelona, actualmente conocido como OETI (Festival Internacional del Audiovisual de Barcelona) en el que algunos de los capítulos de la serie Félix, el coleccionista de miedos han sido premiados.
- 2012 – Ariel al Mejor Corto de Animación por La noria.[2]
- 2013 - Premio del Jurado del Festival de Cine Latinoamericano. Biarritz, Francia por La noria.[7][13]